# Kinas historie
Kinas historie er nedskrevet siden det 8. århundrede f.Kr. Men forud for historieskrivningens tid, "Forårs- og efterårs-tiden·, kinesisk: 春秋, benyttedes også skriftsprog. Skildpaddeskjold hvorpå der er graveret med kinesisk skrift fra Shang-dynastiet er blevet kulstof 14-dateret til omkring 1500 f.Kr.. Disse optegnelser tyder på, at den kinesiske civilisation begyndte som bystater langs Den Gule Flod floden Huáng Hé i Nordøstkina, og bredte sig sydover og nåede under Qīng-dynastiet omtrent det geografiske område, som omfatter Kina i dag. Kineserne brugte – og bruger – oftest dynastiernes navne til at inddele historien i epoker. Dette har sammenhæng med, at dynastiskiftene ofte også indebar ændring i styreform, hovedstad og herskerklasse. Der blev udviklet en relativt effektiv administration hvor embedsmændene (ideelt set) skulle udvælges efter eksamenskarakterer, ikke arv (som i datidens Europa). Den tidlige udvikling af en statsideologi baseret på konfucianismen (som blev "statsfilosofi" under Hàn-dynastiet 100-tallet f.Kr.), og udviklingen af et alment udbredt skriftsystem (standardiseret i 220-tallet f.Kr.) styrkede også kinesisk civilisation. Politisk har Kina vekslet mellem at være et forenet storrige og være opsplittet i mindre stater. Landet blev regelmæssigt angrebet og også to gange erobret af folkeslag, som ikke tilhørte Hàn-etniciteten. Interaktion med den asiatiske omverden og en række immigrations- og emigrationsbølger skabte det billede man i dag har af kinesisk folk og kultur.

## Oldtid indtil 249 f. Kr.
Kinas egentlige historie kan ikke føres længere tilbage end til 1122 eller 1050 f. Kr., da det såkaldte Zhou-dynasti kom til magten. Men før dette nævnes endnu to andre herskerhuse, Xia og Shang, og forud for dem går de 5 store mytiske herskere, under hvem samfund og stat grundlagdes, og med hvem man når endnu nogle hundrede år længere tilbage i tiden (indtil 2852).
Den første store hersker var Fu-hi (pinyin Fu Xi (en)), samfundets grundlægger, der lærte folket jagt, fiskefangst, kvægavl og kogning, og som indførte ægteskabet, opfindelsen af skrifttegn og de første strengeinstrumenter. Historiker og gesandt Frank le Sage de Fontenay tilskriver også Fu Xi 'den kinesiske tidsregning', hvilket nok må tolkes som en vurdering af den veneration hvormed de lærde embedsmænd i Kinas gamle dynastier omgik den overleverede vidensarv, og vel Fu Xi specielt, som grundlæggeren af menneskets samfund. Efter Fu Xi kom Shennung, den guddommelige agerbruger, der opfandt ploven og opdagede planternes lægekraft, Hwangti, der vel må kaldes statens ordner, og som inddelte landet i landskaber; endelig Jao og Shun, hvis herskertid var Kinas guldalder. Under Jao indtraf den store kinesiske vandflod omtrent 2.300, og med ham begynder Kung-fu-tse sin historiske fremstilling. Xia-dynastiets grundlægger Yu udførte store dæmningsarbejder for at sikre landet mod Hoanghos (Den Gule Flod) oversvømmelser. Efter Yu blev kejserdømmet arveligt i hans æt, Hsia-k1anen, der efter kinesisk sagntidsregning siges at have regeret 2205—1766, eller efter en anden beregning 1989—1557. Den sidste af slægten, Kieh-Kwei, var en tyran og ødeland og blev derfor styrtet ved et oprør af Tsheng-Tang. Gennem denne overførtes førerskabet blandt stammerne til Shang- eller Yin-dynastiet indtil 1122 eller 1050. Hele denne ældste kinesiske historie er imidlertid ganske sagnagtig. Hovedkilden til den er Konfutses Shujing, der i virkeligheden ikke er andet end filosofiske samfundsbetragtninger, lagt i munden på sagnenes ophøjede kejservismænd. Den kinesiske tidsregning for hele oldtidshistorien er ganske værdiløs. Flere kejsere regerer ca. 100 år, og kronologien bestemmes ved to beregninger, der for den ældste tids vedkommende differerer med over 200 år, en forskel, der efterhånden formindskes og forsvinder helt ca. 850. Sagnhistorien må derfor ses under en stærkt forkortet synsvinkel, og de gamle kejsere kan vanskeligt opfattes som mere end stammehøvdinge, der herskede over et ret begrænset område. Først i eftertidens historieskrivning opfattedes de som kejsere over det samme Kina, som eftertiden havde for Øje.
Efterhånden degenererede også Shang-dynastiets kejsere, og den sidste af dem, Show-Sin (1154—22) betegnes af filosofihistorikerne som en forbryderisk og grusom tyran, der afsattes af Wu-Wang, hertug af Tshou, og lod sig indebrænde med sin berygtede frille, Ta-ki.
Af huset Zhou (1122-249 eller 1050-249) udmærkede sig især dets stifter, Wu-Wang, der af alle historieskrivere lige fra Konfutse prises som den forbilledlige hersker i enhver henseende. I Ju-Wangs regeringstid (781—771) indtraf en solformørkelse, beregnet til den 29. august 776, den første sikre historiske dato i Kinas oldtid. Tshou-Tidens Kina omfattede endnu kun egnene om Huang Ho (Den Gule Flod); først fra 6.-3. århundrede udbredte kineserne sig over hele Yangtze-deltaet. Kejserhuset herskede direkte kun over dets egen landsdel, Tshou. Som middelalderens Europa var Kina opløst i en række, nærmest uafhængige, lensstater, og de ulige kejserhuses navne er blot navnene på småstater, hvis fyrster tilrev sig overherredømmet, fx Tshou, Tsin, Han. Mellem de mange småfyrster førtes evindelige krige, retten sad i spydstagen, kejserhuset var ude af stand til at opretholde ro og orden. Tillige plagedes riget ved de hyppige indfald af tatarerne vest fra, Tu-kiue (tyrker), Hiung-nu (hunner), Sien-pi og andre centralasiatiske folk af ural-altaisk æt. Ved et angreb af hunnernes rytterskarer dræbtes Ju-wang, og hans søn Pin-wang (770—720) forlagde hovedstaden øst på til Lo-jang ved det nuværende Honanfu. Vasalfyrsten i staten Tsin overtog sin lensherres forladte plads og optog kampen mod barbarerne. Efter hovedstadens flytning kaldtes den følgende tidsalder Dong-Zhou (oversat: de østlige Zhou), og Kinas historie opløses fra nu i en række beretninger og årbøger for de enkelte lensstater. De urolige forhold belyses bedst ved årbøgerne fra fyrstendømmet Lu for tiden 722—481. Denne yderst magre krønike, Tsjun-tsju, er det første historiske værk, hvilende på samtidige optegnelser. Den tillægges almindeligvis Konfutse. Det sidste afsnit af Zhhou-dynastiets tid kaldes ikke med urette »de krigende staters tid« (ca. 475—249 f. Kr.). De mægtigste vasalfyrster tog kongetitlen (wang), således fyrsten af Tshu ved Jangtse, Tsi i Shantung og Tsin ude mod vest i Kansu og Shensi. Tsin opslugte efterhånden en række af småstaterne, og 249 f. Kr. afsatte dets konge den sidste skyggekonge af huset Zhou. De stridende småstaters tid var alligevel det kinesiske åndslivs blomstringstid. I denne tidsalder, der også så Sokrates' og Buddhas fremtræden, udtaltes de tanker og tænktes den filosofi, der skulle præge kinesisk væsen og tankesæt for århundreder, og som endnu i sine virkninger behersker kinesisk samfundsliv i dets mindste enkeltheder. I dette tidsrum levede Kinas tre store tænkere, Lao-tse (f. 604), fornuftslærens grundlægger, Konfutse (551—479), der især lagde vægt på sædelæren, og Meng-tse (372—289).

## Kina som samlet rige under dynastierne Qin og Han (221 f.—220 e. Kr.)
Det følgende tidsrum under dynastiet Qin (Tsin) (249 —206 f. Kr.) fik sit præg af den store hersker Qin Shi Huang (246—210 f. Kr.), der både var en tapper kriger og en dygtig statsstyrer, men tillige en streng tyran. Han gjorde ende på feudalismen, undertrykte underkongerne og udryddede deres slægt; samlede i løbet af 25 år hele riget med list eller magt til floden Yangtze og grundlagde enevælden. Riget deltes i 36 kommanderier (郡; pinyin: jùn), der styredes af hans embedsmænd; en stor hær uddannedes, og han påbegyndte bygningen af den store mur langs nordgrænsen imod hunnerne, ligesom der byggedes veje gennem landet, for at han lettere kunne rejse rundt deri. Efter et heftigt sammenstød med den lærde stand, der misbilligede hans regeringssystem og andre ny skikke som stridende imod overleveringen, foretog han den store bogafbrænding (213 f. Kr.), navnlig rettet mod småstaternes rigsårbøger. Også en del af Konfutses skrifter gik tabt, og kun det reddedes, som hemmeligt bragtes til side; af sine lærde modstandere lod han 460 levende begrave. Efter hans død fortrængtes hans hus snart; men under det følgende Han-dynasti (206 f. Kr.—220 e. Kr.) faldt Kinas blomstringstid. Dog var ingenlunde alle dets herskere lige gode: allerede 199—180 nævnes en regerende kejserinde Liu, der blev kendt for sin grusomhed, mens hendes efterfølger Wéndì (179—157) og senere Wudi (140—86) og Guangwudi (25—58) regnes blandt Kinas bedste fyrster.
I dette tidsrum blomstrede litteratur og videnskab, de gamle skrifter fremdroges igen, og Konfutses lære slog rod blandt de dannede klasser samt toges til rettesnor for den fremtidige styrelse. Under Wudis regering levede Kinas første og betydeligste historieskriver, Sima Qian (ca. 145—85 f. Kr). Hans historiske memoirer (Shiji) er hovedværket for Kinas ældste historie. Papir og tusch blev opfundet i 2. århundrede e. Kr. Riget udvidedes ved landvindinger til flere sider, i Mongoliet mod nord og i Turkestan (nu et præfektur i provinsen Xinjiang) mod vest, men især syd for Yangtze-floden, hvor store landstrækninger, så som Fukien, Guangdong og Yunnan, der hidtil var beboede af halvt barbariske folk, tilknyttedes og til dels fik kinesiske nybyggere, samt derved efterhånden del i den kinesisk kultur. Også Tongking (nu i grænseområdet til Vietnam) bragtes nu i nærmere afhængighed, og fra Fergana (det nuværende Usbekistan) indførtes 115 f. Kr. af en kinesisk rejsende vinstokken, hamp og andre kulturplanter.
Omtrent 100 e. Kr. strakte Kinas grænser sig til det Kaspiske Hav, og samtidig omtales en kinesisk sendefærd til det parthiske rige. Under Mingdi (58—75) sendtes Ban Chao (Pan-tsjao) mod vest, han underlagde sig hele Centralasien og nåede til det Kaspiske Hav og Partherrigets grænser. 166 e. Kr. siges sendebud at være komne til Kina fra det romerske rige, men det har rimeligvis kun været syriske købmænd. 65 e. Kr. under Mingdis regering trængte buddhismen frem til Kina, dens skrifter oversattes, og dens gudsdyrkelse blev tilladt; dog varede det endnu 4—500 år, før den vandt almindelig udbredelse. Den livlige forbindelse med Indien og Vestasien medførte en livlig handel og fik stor betydning for Kinas kunst og industri.

## Opløsningstiden. Dynastierne Tang (618-907) og Song (960-1279)
Efter Han-Dynastiets ophør var Kina i 45 år delt i 3 riger, og der efter fulgte en 300 års opløsningstid, hvor riget hærgedes ved stadige indfald af tatarerne, der oprindeligt kom som lejetropper eller forbundsfæller for de indbyrdes kæmpende partier. Desuden var der stærke brydninger mellem Konfutses tilhængere og buddhisterne. Der dannedes ulige riger, især i det nordlige Kina, som snart forenedes igen, snart skiltes på ny; også fulgte en række kortvarige dynastier efter hinanden. 420 stiftede tatarerne et eget rige i det nordlige Kina, mens der i det sydlige var et ægte kinesisk rige. Efter mange tronstridigheder og brydninger mellem kinesere og tatarer lykkedes det en kinesisk feltherre at forene norden og syden og grundlægge et nationalt dynasti, Sui (581—617), der igen afløstes af et nyt herskerhus, Tang, stiftet af hertugen af Tang, som kejser kaldet Gaozu (618—626).
Under Tang-dynastiet (618—907) oplevede Kina en lignende blomstring som i Han-tiden. Kao-Tsus søn, Tai-tsung (627—649) regnes for en af Kinas betydeligste herskere. Over Centralasien til det Kaspiske Hav udvidede han sin magt, i Khorasan (Nordpersien) og Nepal herskede kinesiske vasaller; 643 sendte kejser Theodosios i Byzans et gesandtskab til det kinesiske hof.
Den genvakte forbindelse med Vestasien gav handelen nyt liv, og til søs drev araberne en livlig handel på Kanton. Grænsefolkenes angreb afværgedes, tog gjordes mod Korea og Birma, Tibet og Kashgar bragtes i afhængighed, og fred og orden genoprettedes under en velordnet forvaltning. Også trivedes litteraturen og videnskaberne, og Hanlin-akademiet stiftedes ca. 760. Men efter Taitsungs død indtrådte snart ny opløsning. Tatarerne vedblev at gøre indfald og underlagde sig store landstrækninger, især i det nordlige Kina; men efterhånden smeltede disse indtrængende herrer sammen med den store undertvungne masse og gik op i det kinesiske folk. Høvdingene fik kinesiske prinsesser til ægte og knyttedes derved nøjere til Kina. Det er også i dette tidsrum, at den kinesiske kultur vandt indpas i Japan, hvormed den første forbindelse knyttedes omtrent 600; ligeledes gjordes det første forsøg på at vinde besiddelser ude i havet, særlig Liukiu-øerne, men det mislykkedes. I 7. århundrede kom nestorianerne og i 9. arabere til Kina; hine bragte kristendom med sig, disse muhamedanisme og tillige kendskab til astronomi. I midten af 8. århundrede skal Kina have talt 52 mio. indbyggere, men det samme tal opgives også omtrent år 1500.
Mens Kinas kultur i midten af 10. århundrede gjorde et meget stort fremskridt ved bogtrykkerkunstens opfindelse, blev dets magt stadig svagere, både indadtil, idet de enkelte landskaber blev næsten uafhængige, og udadtil over for de tilgrænsende folkeslag. 907—960 herskede de såkaldte »5 dynastier«, 960—1127 det nordlige Song-dynasti. Men mens landet i tidligere tider trængtes mest af tatariske stammer vest fra, var det nu de nordlige folkeslag, som trådte i forgrunden, manchuerne eller deres stammefrænder, kaldte Khitan. De indtog 1043 flere nordlige landskaber og tvang andre til at yde skat; endelig grundlagdes, dog af en anden stamme, et nyt dynasti, Kin, som 1115 tog hele det nordlige Kina i besiddelse, mens det kinesiske herskerhus, det sydlige Song-dynasti (1127—1279) forlagde sit sæde til Nanking. Da det heller ikke her kunne hævde sin uafhængighed, indkaldte det mongolerne til hjælp. Disse kom også villige, indtog 1215 Peking og omstyrtede 1234 det nordlige Kin-rige — det fortælles, at de under kampen havde brugt kanoner, »slyngede ved en blanding af salpeter og svovl stene og kugler ud af lange jernrør«; — men de nøjedes ikke hermed og rettede siden 1251 deres angreb mod det sydlige rige, hvor til sidst 1279 kejserhuset druknede sig for ikke at overleve ydmygelsen, og ligeledes mandarinerne i stort tal øvede selvmord.).

## Mongol-dynastiet Yuan(1280—1368) ogMing-dynastiet(1368—1644)
Det var mongolrigets overhoved, Kublai Khan eller, som han kaldes på kinesisk, Sitsu (1260—95), der overtog Kinas styrelse og grundlagde dynastiet Yuan (1280—1368). Han viste stor dygtighed, gav en udmærket lovbog og indførte mange nyttige indretninger, der i blandt et godt postvæsen. Han regulerede Hoang-ho-flodens oversvømmelser og påbegyndte anlægget af den store kejserkanal samt smykkede hovedstaden Peking med prægtige bygninger, blandt andre et astronomisk observatorium. Til hans glimrende hof kom venetianeren Marco Polo, hvis skildring først gav Europa nøjagtig kundskab om det østlige Asien. Han tvang ikke alene Cochinchina, men også Birma til underkastelse; gjorde derimod flere forgæves forsøg imod Japan, Formosa og Java. Selv hedning (nærmest tilhænger af lamaismen, lige som flere af hans efterfølgere) var han dog meget tolerant både over for kristne og muhamedanere, endsige buddhisterne. Omtrent samtidig kom de første katolske missionærer til Kina; 1307—1369 var der en katolsk menighed i hovedstaden. Efterhånden gik det tilbage med mongolernes kraft; de optog lidt efter lidt kinesisk kultur og smeltede til dels, lige som i sin tid tatarerne, sammen med det overvundne folk.
Derimod vågnede dettes selvstændighedsfølelse, og 1342 begyndte oprør mod de fremmede herrer. I spidsen herfor stillede sig snart Tsju-juan-tsjang; han indtog 1355 Nanking, som han gjorde til rigets hovedstad (50 år senere flyttedes dog herskersædet igen til Peking), omstyrtede efterhånden mongolernes herredømme og forjog deres sidste kejser til hans oprindelige hjemstavn, samt grundlagde under kejsernavnet Hungwu (1368—1398) det nye nationale dynasti Ming (1368-1644). Han genindførte den gammeldags tarvelighed og sparsommelighed, genoprettede det gamle kungfutsianske skolevæsen samt lod udarbejde en omfattende lovbog. Også udstrakte han igen riget til dets gamle grænser og stod i det hele som en af Kinas ypperste herskere.
Også sønnen Jung-lo (1403—1424) var en kraftig hersker, der opretholdt rigets magt udadtil, men ingen af de øvrige Ming-kejsere var særlig fremragende, hvorfor også herredømmet i Bagindien snart gik tabt, og riget hjemsøgtes af indre uroligheder. Alligevel trivedes dog folkets almindelige udvikling, og det tidsrum, hvori Ming-dynastiet herskede, står derfor i kinesernes erindring som en lykkelig tid.
Under dets styre begyndte europæerne til søs at besøge Kina. 1517 kom et portugisisk skib dertil, men det fik ikke adgang, og 1523 blev en skibsfører taget til fange af kineserne og henrettet på grund af hans hensynsløse optræden. Dog satte portugiserne sig 30 år senere (ca. 1555) fast på Macao og fik 1560 lov at grundlægge en koloni her; en anden, som 1523 grundlagdes i Ningpo, ødelagdes helt 1545. Te og porcelæn førtes 1590 første gang fra Kina til Europa; tilvirkning af porcelæn skal skrive sig fra 7. århundrede. 1624 søgte også hollænderne at få adgang til Macao, men fortrængtes af portugiserne; der imod slog de sig ned på Pescadores-øerne og senere på Formosa. 1634 viste engelskmænd sig først ved Kinas kyster uden dog at opnå handelsforbindelse før 80 år senere. 1581 kom jesuitermissionærer til Kina, blandt andre Ricci, og de prædikede med ikke ringe held. Desuden hjalp missionærerne med at forbedre den kinesiske tidsregning og med at sætte observatoriet i god stand.

## Manchudømmets storhedstid (1644-1820)
Imidlertid var en ny fjende vokset op, eller rettere en gammel var igen kommen til kræfter, men under det nye navn manchuerne, og de skulle snart blive af indgribende betydning for Kinas fremtid. De trængte i begyndelsen af 17. århundrede over Kinas nordgrænse og fik tilladelse til at bosætte sig på halvøen Liaotung, men gjorde sig snart uafhængige, hvor efter deres høvding 1635 tog kejsertitel som Tai-tsung. Da der desuden udbrød et alvorligt oprør, og en tidligere røverhøvding Li Tsheking 1644 indtog Peking, mens kejseren i fortvivlelse hængte sig, indkaldte en af de kinesiske feltherrer, Wu-san-kwe, manchuerne som hjælpere imod oprørerne, lige som i sin tid mongolerne indkaldtes imod manchuernes forgængere. Og nu gik det lige som 400 år tidligere. I løbet af få år gjorde manchuerne sig til herrer over hele Kina og grundlagde det 21. dynasti Qing eller rettere Ta-Tsing (stor og ren) 1644—1912. Det menes at ca. 25 millioner mennesker døde under manchuernes erobring af Ming-dynastiet (1616-1644). Den første kejser Shuntshi (1644—61) påbød 1651 som tegn på sit herredømme kineserne brugen af hårpisk og manchuisk dragt, men lod mandarinerne beholde deres embeder og fortsætte den gamle forvaltning. 1655 indrømmedes der russerne ret til årlig at sende en handelskaravane til Peking, og omtrent samtidig tilstodes der engelskmænd og hollændere lov til at handle på Kanton.
1661 blev Kangxi (f. 1653, d. 20. december 1722) kejser, og et regentskab styrede under hans mindreårighed. Kanghsi overtog 1675 selv styrelsen og viste sig snart både i krig og fred som en af de største herskere, Asien har kendt. Han fæstnede og fuldstændiggjorde manchuernes herredømme både i det egentlige Kina og i Mongoliet, hvis indbyggere mere og mere slog sig sammen med de ny herrer; endvidere trængte han de vestlige tatarstammer tilbage og knyttede Tibet fastere til riget; sikrede ligeledes Koreas forbindelse med riget og indtog 1683 Formosa, hvor fra hollænderne allerede 1662 var blevne fortrængte af en kinesisk søkriger, Koxinga, der gjorde sig til selvstændig konge. 1689 sluttedes en traktat med Rusland om grænsen mellem de to riger, og 1720 ordnedes efter en russisk sendefærd til Peking det regelrette handelssamkvem ved Kiachta. Kanghsi stod i det bedste forhold til de katolske missionærer, der blandt andet brugtes til at foretage astronomiske stedbestemmelser 1708—1715 rundt om i landet, og han tilstod 1692 de kristne trosfrihed; han gav også russerne tilladelse til at bygge en kirke og skole i Peking. Ban, fremmede videnskaberne og litteraturen, lod europæiske skrifter oversætte og en omfattende kinesisk ordbog udarbejde samt mange ældre værker på ny udgive; også grundlagde han en stor bogsamling. Hans eftermand Jungtshi (1722—1735) sluttede sig endnu nærmere til de særlig kinesiske forestillinger, forbød de katolske missionærer at virke i Kina uden for Peking. Under ham blev brugen af tobak almindelig, og opium begyndte at blive kendt.
Derefter fulgte Kienlungs lange regering 1735—1796, under hvilken Kina nåede højdepunktet af magt og ry, samt tillige gjorde stor fremgang i indre udvikling. Lige som sin fader var han fjendtlig stemt imod kristendommen, ja fortsatte i en lang årrække (1746—1773) forfølgelserne imod de indfødte kristne, men gav dem dog i slutningen af sin regering (1785) noget større frihed. 1755—1760 førte han sejrrige krige mod tatarerne imod vest, undertvang hele Dsungariet samt Kashgar og Jarkand og gjorde selv Kokan skatskyldig (indtil 1812). Endvidere nødtes Birma 1768—70 til at erkende Kinas overherredømme og senere ligeledes Nepal; også sikrede han Kinas magt i Tibet og undertvang 1772—1775 de hidtil så godt som uafhængige Miaotse-stammer i Kinas indre bjergegne. Den fred og ro, der herskede, medførte en meget stærk tilvækst af befolkningen; 1749 regnedes den til 177 mio., men 1780 til 277 mio. Også blomstrede handelen med Europa — både Sverige og Danmark tog nu del i denne Kinafart — skønt den førtes under trykkende, til dels lige frem ydmygende former for købmændene i Kanton gennem privilegerede gilder, de såkaldte Hong. England gjorde 1793 et forsøg på at få disse forhold ændrede ved at sende lord Macartney til Kina, men opnåede intet derved, og hollænderne var ikke heldigere to år senere. Hvor nøje Kienlung havde tilegnet sig den kinesisk dannelse fremgår bedst deraf, at han var en frugtbar kinesisk digter. Han nedlagde 1796 regeringen og døde 7. februar 1799, 88 år gammel.
Med Kienlungs regering nåedes højdepunktet i Kinas nyere udvikling, og forestillingen om, at landet i sandhed var »Riget i midten« eller »det himmelske rige«, slog naturlig dybe rødder i folket og vakte en overdreven selvfølelse. Men de 100 år, som fulgte efter, viste sig tydelig nok at være en forfaldets tid med alvorlige brydninger inden for riget og hårde ydmygelser ude fra med gentagne landetab til flere sider. Og det middel, der måske kunne bringe lægedom, nemlig at søge bistand i europæisk teknik og organisationsformer, ville længe hverken magthaverne eller folket prøve af frygt for den dermed flg. opløsning af den nedarvede samfundsorden og den hjemlige civilisation, som kineserne havde vænnet sig til at regne for langt overlegen over alt, hvad udlandet skulle kunne bringe. Allerede under Kienlungs nærmeste efterfølger Kiaking (f. 1760, d. 2. september 1820; kejser 1796-1820) indtrådte tilbagegangen. Han selv var en mistænksom og grusom hersker, men alligevel svag og blødagtig; han indledte sin regering med at lade en af sine faders betroede rådgivere henrette på grund af hans skamløse underslæb, men bortødslede hurtig den således inddragne formue (450 mio. kr.) til forlystelser. Snart efter hjemsøgtes Kina i flere år af indre uroligheder, fremkaldte af vidt udbredte hemmelige samfund (blandt andre "Den hvide Vandlilje", særlig rettet imod manchuernes herredømme) og af store sørøverbander (i alt 70.000 mand med 800 væbnede skibe), der forstyrrede kystskibsfarten; desuden gjorde Miaotse-folkene på ny opstand, og den kuedes nærmest — lige så vel som sørøverierne — ved bestikkelser til høvdingene. Kokan ophørte 1812 at yde tribut, og Nepal blev 1816 underlagt den britiske magt i Indien. Også Annams forbindelse med Kina løsnedes, og med dyb harme måtte Kiaking se på, at England 1802 og på ny 1808 besatte Macao, ret som det var et portugisisk og ikke et kinesisk stykke land. Dog holdt Kina endnu fast ved sin afvisende fornemhed over for Europa, og lord Amhersts sendefærd 1816 var lige så frugtesløs som Macartneys 1793. De katolske missionærer forvistes 1815, men der gaves de protestantiske adgang til riget 1807.

## Sammenstødene med Europa og Taiping-oprøret (1820—65)
Skønt Taokuang (født 12. september 1781, død 25. februar 1850; kejser 1820—1850) selv var en mådeholden og velvillig hersker, måtte Kina dog under ham opleve det første store nederlag mod de foragtede europæere i den såkaldte "opiumskrig". Opium var efterhånden bleven en meget vigtig indførselsvare til Kina; thi uagtet gentagne kejserlige forbud blev brugen deraf stedse mere udbredt, selv ved hoffet, og handelen, der mere eller mindre var smughandel, blev derfor såre indbringende for de engelske købmænd, som fra Indien overførte opiummen, medens Kinas regering fandt sig brøstholden ved, at en stor mængde sølv derved droges ud af landet. Da det indiske kompagnis handelsmonopol skulle ophøre, indsatte den engelske regering 1833 en egen kommissær til at våge over handlen i Kanton; men dette vakte stor misnøje i Kina, hvor man ikke ville finde sig i en sådan fremmed embedsmand. De første indehavere af denne stilling forstod ikke at hævde den på rette måde, og forholdet blev derfor værre, især da den ny kinesiske guvernør Lin (1839) nærede stærk uvilje imod udlændingene og et afgjort ønske om at fordrive eller ydmyge dem. Han indskærpede forbuddet og konfiskerede 20.000 kister opium (til en værdi af 40 mio. kr.), som han lod opbrænde; men han ville desuden hævde Kinas gamle ret til selv at straffe de engelske købmænd og forbød både dem at forlade Kanton og kineserne at sælge dem levnedsmidler. Dette førte til et åbent brud: Lins angreb på de engelske krigsskibe mislykkedes aldeles, og i januar 1840 erklærede England krig.
Havnestæderne Kanton, Amoy og Ningpo blokeredes, og i august sendtes flåden til Peiho-flodens munding. Nu åbnedes fra kinesisk side underhandlinger, hvor efter flåden sejlede tilbage; men underhandlingerne førtes kun på skrømt for at trække tiden ud, om end Lin samtidig afsattes. Da der ikke viste sig tegn til nogen overenskomst, gjorde de engelske skibe i januar 1841 angreb på forterne ved Tigris-flodens munding (Bocca Tigris) og ødelagde dem. Lins eftermand, der førte underhandlingerne, erklærede sig nu villig til at opfylde Englands krav; men den kinesiske regering, der slet ikke kendte sagernes stilling, afviste enhver indrømmelse, ja påbød, at "de oprørske barbarer skulle udlevere deres førere, for at de i bure kunne føres til Peking og lide lovens fulde straf". Efter nogle ugers forløb optoges derfor kampen på ny, og i marts var alle forterne foran Kanton ødelagte eller indtagne, hvorfor der her sluttedes våbenstilstand samt udrededes en stor sum penge (22,4 mio. kr.) i skadeserstatning til de engelske købmænd. Byen blev desuden besat af engelske tropper, men dermed var striden ikke løst. Flåden drog derfor nord på med en landgangshær; i august—oktober indtoges Amoy, Tshusan og Ningpo, og i maj 1842 rettedes angrebet på et af Kinas rigeste landskaber, Kiangvan. I løbet af en måned indtoges Tshapu, Sutshou og Shanghai; flåden sejlede derefter op ad Jang-tse-kiang og indtog efter en hårdnakket modstand Tshin-kiang, der var nøglen til Kejserkanalen, og truede 5. august selve Nanking. Nu først faldt bindet fra øjnene på den kinesiske regering, og 29. august sluttedes freden i Nanking på de vilkår, England stillede ved sir Henry Pottinger. Kina måtte erkende England som en uafhængig magt, afstå Hongkong og udrede omtrent 80 mio. kr. dels i krigsomkostninger, dels i skadeserstatning; endvidere åbne 4 havnestæder for handelen foruden Kanton, nemlig Amoy, Futshou, Ningpo og Shanghai, samt tillade ansættelse af konsuler i disse havne med fuld domsmyndighed over egne undersåtter. Om opiumshandelen toges ingen bestemmelse, og den vedblev som hidtil uden at være tilladt. 1844 sluttedes lignende overenskomster med Nordamerika og Frankrig, hvori opiumshandelen blev forbudt, mens der indrømmedes fri religionsøvelse for de indfødte katolikker; men til fuld erkendelse af sin militære afmagt over for de europæiske folk var Kina dog ikke nået, og i de følgende år fremkom flere udbrud af uvilje imod de forhadte udlændinge såvel som af ringeagt mod manchu-regeringen, der ikke havde kunnet hindre disses fremtrængen. Kinas historie i det følgende halve århundrede blev nu en stadig indre kamp mod herskerne sideløbende med modstanden mod vestens stadig mere påtrængende krav.

### Taiping-oprøret
Dette kom især til syne under den næste kejser, Xianfeng (1850—1861). Kort efter hans tiltrædelse til regeringen begyndte de hemmelige samfund igen at røre sig, især det såkaldte Trefoldighedsforbund, der var rettet imod manchuernes fremmedherredømme. Også udbrød der oprør i flere dele af riget, især i kystlandet omkring de store handelsstæder, hvor sørøvere dannede store bander, og hvor kampen førtes med grusomhed fra begge sider. Samtidig viste det sig, at forvaltningen var i stærkt forfald, grove udpresninger fandt sted, og retten var alt for tit til fals; også embedssalg foregik i stor stil, og det sporedes tydelig, hvorledes manchuerne var blevne demoraliserede ved deres ophold i det rige Kina. Farligere end de andre bevægelser blev dog "Taipingernes" opstand, så meget mere, som alle andre misfornøjede eller lovløse elementer sluttede sig dertil. Taiping'erne var en religiøs politisk sekt, dannet måske på grundlag af de hemmelige samfund, og fik til leder Hung-hsiu-tsuan, en mand af lav byrd og stand, f. 1813 nær ved Kanton, hvis forfædre under Ming-dynastiet havde haft høje embedsposter. Han samlede om sig en skare og kundgjorde en ny lære, sammensat af halvt kristelige og buddhistiske sætninger og af en del selvlavede lærdomme; særlig krævedes mådehold i alle nydelser og fuld afholdenhed fra opium og spirituøse drikke. Tallet på tilhængere voksede hurtigt; i sommeren 1851 var de herrer over hele landskabet Kwangsi, og Hung-hsiu-tsuan lod sig udråbe til kejser under navnet Tienvang (»himmelsk kejser«) og gav sit dynasti navnet TaiPing kinesisk: 太平 ("meget" "jævn"; fred og sikkerhed). Uden synderlig modstand indtoges flere store byer og til sidst i marts 1853 Nanking, der ophøjedes til hovedstad lige som under Ming-dynastiet. Ved dens indtagelse blev alle manchuer, selv kvinder og børn, tilsammen 20.000 mennesker, uden skånsel nedhuggede, og samme grusomhed vistes under hele krigen mod manchuer og mandariner; det blev forbudt at rage hovedet, og hårpiskene blev afskåret, hvor opstanden nåede frem, mens til gengæld slog de kejserlige tropper enhver ned, som ikke bar det påbudte hovedsmykke. Skønt opstanden hurtigt bredte sig over det sydlige Kina og i oktober 1853 endog gjorde angreb på Tientsin, ja næste år trængte frem imod Peking, vandt den dog aldrig fodfæste i det nordlige Kina og kom siden marts 1855 ikke hinsides Hpang-ho-floden. Desuden svækkedes dens indre kraft: opiumshandel blev tilladt, og i stedet for at overholde den oprindeligt påbudte sædelige renhed hengav kejser Tienvang sig til grove udsvævelser; også lod han et par af sine underkonger (de kaldtes efter de fire verdenshjørner) rydde af vejen. 1857 var opstandens område næsten indskrænket til Nankings omegn, men 1860 fik den ny kraft, slog et angreb på Nanking tilbage og indtog næste år Ningpo og Futshou samt begyndte at belejre Shanghai. Men dette skaffede den ny fjender. Thi mens tidligere missionærerne havde set på opstanden med en vis velvilje som en forberedelse for en kristelig vækkelse, stillede de europæiske købmænd sig afgjort fjendtlig imod den, fordi den forstyrrede handelens rolige gang. Da havnestæderne truedes, var de europæiske magter villige til at yde den kinesiske regering hjælp: franske og engelske tropper rensede de nævnte stæders omegn for oprørere, og der dannedes egne kinesiske hærafdelinger under ledelse af nordamerikanske, franske og engelske officerer — blandt andre Gordon — til at gøre ende på opstanden. Lidt efter lidt toges alle de vundne byer og landskaber tilbage, og til sidst (19. juli 1864) selve Nanking, hvor Tienvang 3 uger før havde opbrændt sig tillige med sine hustruer. Kort efter blev hans dygtigste hærfører Tsjunvang fanget og henrettet, og 1865 var opstanden helt undertrykt med blodig strenghed, efter i at have kostet 2 mio. mennesker livet og hærget flere af Kinas frugtbareste landskaber. Var Tai-pingoprøret forløbet normalt på gamle kinesisk vis uden de fremmedes indgriben, var manchu-dynastiet vel allerede da blevet fjernet. Alligevel svækkede oprøret i høj grad Manchu-aristokratiets magt til fordel for de kinesiske litterater, eksaminernes mænd. Disse fik mere og mere kontrollen med samfundet og til dels også regeringen. Den tidligere stærke centralisation afløstes af et mere decentraliseret provinsstyre med fremragende kinesere som guvernører (fx Li-hung-tsjang, Tsjang-tsji-tung, Tseng-kuo-fan og andre), og den følgende tids udvikling viste, hvorledes denne magtforskydning stadig gik videre i samme retning.

### Konflikter med England og Frankrig
Midt under Taiping'ernes opstand indtraf den anden krig mellem Kina og europæiske magter, denne gang England og Frankrig i forening, og Kinas afmagt kom derved klart til syne. Den skyldtes for en del kinesernes ringeagt for alle udlændinge og deres ligegyldighed med hensyn til trufne aftaler. I sommeren 1856 blev først en nordamerikaner og siden en fransk missionær myrdet, og kort efter opbragtes et kinesisk skib under engelsk flag. Guvernøren i Kanton, Jeh, der tidligere havde udmærket sig ved sin iver og grusomhed i at undertvinge Tai-ping'erne, var opfyldt af had imod europæerne og særlig mod engelskmændene ("de rødhårede barbarer") og ville ikke indlade sig på nogen undskyldning, end sige oprejsning. Derfor åbnede de engelske krigsskibe 27.-28. oktober et bombardement på Kanton, og kort efter indtoges forterne omkring byen; men dette førte ikke til noget, og i december opbrændte kineserne største delen af det europæiske kvarter, samt gjorde i den følgende tid flere angreb på europæerne. Opstanden i Indien hindrede England i at sende de fornødne tropper til Kina, og dets flåde måtte derfor nøjes med at blokere Kanton og ødelægge kinesiske skibe. Først i efteråret 1857 kom 500 engelske soldater og desuden en fransk flåde med 1.000 mand landgangstropper; lord Elgin og baron Gros fik af deres regeringer det hverv at lede foretagendet. Den 28. december bombarderedes Kanton på ny, og 5. januar rykkede tropperne ind i byen; Jeh toges til fange og sendtes til Indien, hvor han døde 1859. Flåderne sejlede derefter til bugten ved Petshili, lagde sig 24. april 1858 ved Peiho-flodens munding og indtog 20. maj Taku-forterne, hvor efter adgangen til Peking var åben. Nu bestemte Kinas regering sig til at give efter, og den 26. juni sluttedes freden i Tientsin (Tianjin). Herved åbnedes 4 ny havne og floden Jang-tse-kiang for handelen; rejsende europæere tilstodes der adgang til hele riget, og fuld religionsfrihed indrømmedes der de kristne; fremdeles afskaffedes brugen af ordet »barbarer« som navn for udlændinge, og Kina erkendte de tvende stater som jævnbyrdige magter og gav dem ret til at ansætte virkelige sendemænd ved hoffet i Peking, uden at pålægge dem det ydmygende ceremoniel, som ellers afkrævedes afhængige landes sendebud. Samtidig med vestmagterne førte også Nordamerika og Rusland underhandlinger i Tientsin og opnåede endog 2 uger før lignende indrømmelser; Rusland fik desuden Amur-landet afstået, som det siden 1850 lidt efter lidt i den dybeste fred havde taget i besiddelse.
Freden varede dog kun et års tid og var vist nok nærmest sluttet, for at Kina kunne vinde tid til at befæste forterne ved Pei-ho-floden. Da England, Frankrig og Nordamerikas sendemænd i juni 1859 kom hertil med en engelske flåde for at drage til Peking og få traktaterne formelt stadfæstede, nægtedes der dem adgang under påskud af, at vejen til Peking var nordligere, og da flåden gjorde forsøg på at trænge igennem med magt, sloges den tilbage af mongolske soldater. Dette held fremkaldte ny ophidselse i Kina, og nordamerikaneren Ward, der fandt sig i at gå uden om, førtes til Peking i et lidet hæderligt optog, men blev dog ikke modtagen af kejseren. Men glæden varede ikke længe og efterfulgtes af så meget dybere skuffelse. I foråret 1860 kom store flåder fra England og Frankrig med landgangstropper, 13.000 engelskmænd under Grant og 8.000 franskmænd under Cousin Montauban, mens Elgin og Gros på ny havde den diplomatiske ledelse. 11. august udskibedes tropperne ved Pei-ho-floden, og 21. august var alle forterne indtagne; 8. september rykkede hærene frem mod Peking, og efter at have sejret fuldstændig i to slag (18.—21. september) stod de 6. oktober foran hovedstaden, mens kejser Hienfong var flygtet til sit lystslot Djehol hinsides den store mur. Sommerpaladset blev i 3 dage plyndret af de franske soldater og nedbrændt efter lord Elgins bud. Nu sluttedes 24. oktober en ny fred, som dog kun stadfæstede vilkårene i den tidligere, men desuden tilkendte vestmagterne 90 mio. franc i krigsomkostninger, deraf 60 mio. til England. Kort efter fik Rusland en overenskomst i stand, hvorved Amur-landet udvidedes og ligeledes handelsrettighederne ved landgrænsen. I marts 1861 tog vestmagternes sendemænd fast bopæl i Peking, og de følgende år sluttede Kina handelspagter med de fleste andre europæiske sømagter, således 13. juli 1863 med Danmark. 1862 fik Portugal Macao formelt afstået.

## Modstand mod reformforsøgene (1865-1900)
Forinden var kejser Hienfong død 22. august 1861, uden endnu at være vendt tilbage til sin hovedstad, og han fulgtes af sin søn Tung-tsji (1861—1875). Det første regentskab dannedes af 8 mandariner af det gammelkinesiske, det vil sige afspærringsparti, men det blev allerede november samme år styrtet af kejserens farbroder prins Kung, der havde ledet de sidste fredsunderhandlinger og ønskede venskabelige forbindelser med de europæiske magter. Han overtog nu styrelsen sammen med de to enkekejserinder, af hvilke den ene, Tse-hsi var den unge kejsers moder; 1865 blev prinsen vel for en kort tid fjernet, men nærmest for, at han og den øvrige verden kunne få det indtryk, at det egentlig var de to kejserinder, som havde magten. Siden vedblev han indtil foråret 1884 at styre det nyoprettede udenrigsministerium (Tsunglijamen), og det lykkedes ham at forbedre forholdet til de fremmede magter, hvorfor han også fik deres hjælp imod Taiping-erne. 1869 drog kinesiske sendemænd til Europa under nordamerikaneren Burlingames vejledning, og der sluttedes ny traktater for at ordne de mellemrigske forhold på en bedre og ligeligere måde. Da kejseren i februar 1873 selv havde overtaget regeringen, modtog han juni samme år for første gang de fremmede magters sendemænd og tilkendegav derved, at han gav afkald på den hidtil hævdede forestilling om Kinas overhøjhed. Om Kinas regering siden 1860 altid godvilligt havde søgt at værne udlændingene og særlig missionærerne mod overlast, får stå hen; men lige indtil den nyeste tid havde den jævnlig vanskeligheder med at tæmme de underordnede myndigheders og folkemassens indgroede uvilje mod de fremmedes efter kinesernes mening uberettigede indtrængen i landet. Gentagne gange forefaldt alligevel mord og voldsomme overfald på de kristne, således juni 1870 i Tientsin på en del franskmænd (ligeledes en snes år senere maj 1891 i Shanghai). 1868 grundlagdes i Peking en polyteknisk skole med franske og tyske lærere, og 1870—1871 tåltes nedlægningen af undersøiske telegrafkabler langs kysten fra Wusung til Hongkong ved det Store Nordiske Telegrafselskab. Ligeledes åbnedes nye havne for handel med Europa, og sir Robert Hart organiserede med stor dygtighed det kinesiske søtoldvæsen, der fra nu af gav regeringen en af dens sikreste indtægtskilder. Under hele kejser Tungtsjis regering hjemsøgtes Kina af oprør. Lige siden 1857 var der oprør blandt de muhamedanske panthay'er i Jynnan. Disse gjorde sig tidligt til herrer i det vestlige Jynnan og indtog 1868 tillige det østlige, og indtil 1873 dannede de et selvstændigt rige med 4 mio. mennesker. 1862 opstod uroligheder blandt de muhamedanske dunganer i Dsungariet, og 1864 havde de frigjort sig for Kinas herredømme; først 1876 efter blodige kampe lykkedes det at undertvinge dem, men i mellemtiden havde russerne 1871 gjort sig til herrer over Kuldsha og lod sig først 1882 bevæge til at give det tilbage til Kina. Også Kashgar rev sig løs 1865 under Jakub Bey, og først efter hans død genoprettedes 1877 Kinas herredømme. Endelig var der 1866—1870 oprør i landskabet Shantung i det nordøstlige Kina af de såkaldte Nienfei, som endda 1868 indtog havnestaden Ningpo.
Da Tungtsji døde 13. januar 1875, ville de to enkekejserinder ikke slippe magten og skød derfor hans enke til side, som jo ville være deres naturlige medbejlerske. De ville heller ikke have prins Kungs søn til kejser, fordi han allerede var voksen og altså snart kunne tage magten, men foretrak en søn af naas yngre broder Tsjun (d. 1891) og satte ham på kejsertronen under navnet Kuanghsu (f. 15. august 1872), men under deres eget regentskab. Prins Kung forblev dog i spidsen for styrelsen og søgte at udvikle det gode forhold til de europæiske magter. Ved en ny traktat 1876 lovedes der rejsende europæere særlig beskyttelse, hvorhos nogle ny havne åbnedes for handelen. 1881 anlagdes — i fortsættelse af de undersøiske kabler — en overjordisk telegraflinje fra Shanghai til Tientsin, og senere andre rundt i landet, lige som en telegrafskole stiftedes under en dansk forstander. Fremdeles oprettedes et kinesisk handelsselskab, der købte og drev en dampskibsflåde med tilhørende værfter. Derimod lykkedes det ikke at skaffe jernbaner indgang; en lille jernbane, som 1876 blev bygget fra Shanghai til Wusung, blev allerede næste år brudt op igen. Først 1882 blev igen et forsøg gjort med en jernbane fra Tientsin til Taku, men derefter hengik en længere årrække, inden videre skridt gjordes.
Mens regeringen efterhånden havde fået bugt med de indre oprør og igen samlet hele riget, var dens politik udadtil kun lidet heldig. 1884 kom Kina i krig med Frankrig, da det ville modsætte sig det franske herredømme i Tongking. I begyndelsen vandt de franske tropper (oktober 1884—marts 1885) ulige fordele, men den sidste træfning var afgjort uheldig for dem, og i det hele viste kineserne større modstandskraft end ventet. Desuden sendtes en fransk flåde til de kinesiske farvande, hvor den ødelagde værfterne og nogle krigsskibe i Futshou samt hæmmede kysthandelen, men i virkeligheden ikke udrettede synderlig. Dog kom det i april 1885 til en foreløbig og juni samme år til en endelig fred, hvorved Kina gav afkald på sin højhedsret over Tongking og Annam og desuden tilstod Frankrig adgang til handel i de sydligste landskaber.

### Krigen med Japan
Endnu uheldigere gik det dog Kina 10 år senere, da det kom i krig med Japan. Dette havde allerede 1876 vundet indpas i Korea, uden at agte i mindste måde på Kinas formentlige overherredømme, og havde efterhånden formået dets regering til at åbne havnene for den europæiske handel (1882—1886) og erklære sig uafhængigt af Kina. Lidt efter lidt voksede Japans indflydelse i Korea, og da der 1894 udbrød en opstand her, sendte Japan lige så vel som Kina tropper for at dæmpe den. Da dette var sket, forlangte Kinas regering, at japanerne igen skulle trække sig tilbage; men tværtimod besatte de hovedstaden Soul og udvirkede en gentagelse af Koreas uafhængighedserklæring. Dette førte snart til en krigserklæring fra Japans side 1. august 1894. Den japanske hær rykkede i oktober over Jalu-floden, og 22. november indtoges Port Arthur på sydspidsen af halvøen Liaotung. Også den øvrige del af denne halvø blev besat af japanske tropper, mens en anden hærafdeling rykkede frem mod Mukden. I februar 1895 indtoges endvidere havnestaden Wei-hai-wei syd for Petshili-bugten, og da den følgende tid bragte japanerne nye sejre både til lands og vands, var Kina nødt til at åbne fredsunderhandlinger, og 17. april undertegnede den kinesiske diplomat Li-Hung-Tsjang og Japans premiereminister Ito Hirobumi freden i Shimonoseki. Heri godkendtes Koreas uafhængighed, og til Japan afstodes Formosa, Pescadores-øerne og halvøen Liaotung, hvorhos der udrededes en meget stor sum i krigsomkostninger. Ved forenet indskriden af Rusland, Frankrig og Tyskland nødtes Japan til at give afkald på den sidstnævnte landudvidelse, men det blev i virkeligheden ikke Kina selv, som fik nogen gavn af denne indrømmelse.
Al denne modgang over for europæere og japanerne overbeviste efterhånden de mere klartseende kinesere om, at den eneste vej til redning var, lige som Japan, at indføre Europas tekniske opfindelser. En af hovedmændene for denne retning var Li-Hung-Tsjang; som vicekonge (siden 1870) i Tsjili, rigets vigtigste provins, omfattende både Peking og Tientsin, fremmede han kraftigt indførelsen af al den moderne teknik: jernbaner, telegraf og så videre. Uden at være europæervenlig, værnede han europæerne og brugte deres opfindelser i sin provins, men hans virkelige mål var kun at styrke Kina militært og økonomisk til at tage kampen op med det forhadte Europa. Li skabte sig også en forholdsvis vel uddannet hær og fik bygget forter og købt krigsskibe til hjælp ved kystforsvaret. Nederlaget i krigen mod Japan 1894—1895 virkede vækkende i store kredse. De ungkinesiske litterater, der studerede vestens historie og videnskab, forstod, at den kungfutsianske visdom ikke var den absolutte, eneste sandhed. 1895 dannedes der i Peking en forening, Tsjang-hsu-hui, ledet af kantoneseren Kang-ju-wei; dens mål var Kinas europæisering: indførelse af jernbaner, elektricitetsanlæg og øvrige tekniske fremskridt, europæiske undervisningsmetoder, videnskab, aviser med mere. Kejseren, der blev myndig 1887 og overtog regeringen 1889, blev vundet for de moderne ideer, og en frugtbar reformtid syntes at skulle oprinde. Han lod oprette marine- og bjergværksskoler, universitetet i Peking skulle omdannes efter europæisk mønster, og han erklærede at ville opgive de forældede forvaltningsformer. Men hele reformarbejdet strandede på manchu-aristokratiets modstand og europæernes overmod. For at få hjælpen ved Shimonoseki-freden 1895 betalt og i det hele berige sig på den svages bekostning, indledte stormagterne en art deling af Kina 1898. Alle reaktionære bestræbelser fik dermed vind i sejlene og kappedes om at standse de begyndte reformer. Kang-ju-weis planer om at stække enkekejserindens indflydelse blev hurtigt kuldkastede. Kejseren var en svag karakter. Tse-hsi derimod handlede hurtig og energisk; reformpartiets ledere fangedes, 5 henrettedes, kun Kang undslap. Ved et kejserligt dekret af 22. september 1898 afstod kejseren regeringsmagten til enkekejserinden. Reaktionen sejrede nu fuldstændig i Nordkina, mindre i det mere fremskridtsvenlige syden. Li-Hung-Tsjang, der lige som det moderat-reformvenlige parti havde sluttet sig til enkekejserinden, genvandt sin gamle indflydelse, og en general Yuan Shi-kai, der mentes at have forrådt Kang-ju-weir blev til løn guvernør i provinsen Shantung.

### Bokseropstanden
Under reaktionen voksede en kraftig, national, fremmedfjendtlig bevægelse frem, hvis resultat blev den såkaldte bokseropstand i provinserne Shantung og Tsjili i foråret 1900. Sammenslutningen I-ho-tuan, »frivillig, national forening«, tilsigtede åbenlys kamp mod de fremmede djævle og deres fordærvelige indflydelse. Ved hoffet fandt bokserne ivrige fortalere blandt manchu-prinserne, særlig den reaktionære prins Tuan, der blev præsident for Tsung-li-jamen. Maj 1899 brød uvejret løs over europæerne med mord og plyndringer alle vegne, og fra 20. juni holdtes de europæiske legationer i Peking belejrede nat og dag. Også kejserlige tropper deltog i urolighederne. Derimod var mange kinesiske embedsmænd imod oprøret, således Juan-shi-kai, der uden at agte regeringens ordrer lod alle urostiftere i sin provins hænge og hugge ned. Derved lettedes indirekte magternes undsætningsekspedition til Peking, 14. august befriedes legationerne, kejserhoffet flygtede til Singanfu i Sjensi. Under fredsunderhandlingerne i Peking med prins Tsjing og den gamle Li-Hung-Tsjang udsendtes hårdhændede europæiske straffeekspeditioner mod bokserne, og Peking plyndredes på god djengiskansk vis af de europæiske soldater. Ved freden 7. september 1901 måtte Kina påtage sig en erstatningssum på 450 mio. Taels, at betale 1902—40 med 4% årlig rente. Endvidere måtte Kina love at straffe de skyldige embedsmænd, levende og døde — Prins Tuan degraderedes og forvistes til Turkestan, 3 stormænd måtte dræbe sig selv, 3 henrettedes — lade legationskvarteret afspærre og forbyde indfødte at bo der, samt sløjfe Taku-forterne; til gengæld måtte indførselstolden i traktathavnene forhøjes noget. Prins Tsjun sendtes til Berlin med undskyldninger for mordet på den tyske gesandt, der var blevet dræbt den 20. juni på vej til Tsung-li-jamen.

## Reformerne og republikkens indførelse (1901-1912)

### Den russisk-japanske krig
Tilsyneladende var bokseroprøret et bevis på, at manchu-aristokratiet endnu ejede hele den indflydelse, det vandt ved statskuppet 1898. Ledet af prins Tuan og med enkekejserindens stiltiende billigelse havde kejserklanen skyndet til angrebet på europæerne og gennemført en fremmedfjendsk politik. Men med bokseroprøret var faktisk manchuernes saga ude, det sidste forsøg på at hæmme reformerne var glippet, og det blev mere og mere kineserne selv, den litterære stand, der tog styret i staten. Pekings erobring havde åbnet selv enkekejserindens øjne for, at indgribende reformer i Kinas statsliv var nødvendige, hvis landet skulle kunne holde sig uafhængigt af de fremmede. Allerede under legationernes belejring (juli 1900) havde den gamle Li-Hung-Tsjang, vicekonge i Kanton, i en skrivelse til Tse-hsi, klart påpeget tåbeligheden i at ville forjage alle europæere og hævdet, at Kina var for svagt til at tage kampen op med vestens magter. To måneder efter Peking-freden døde Li, måske Kinas største statsmand i nyere tid, men hans arving var rede: Yuan Shi-kai. Efteråret 1901 blev Yuan vicekonge i Tsjili. Uddannet i Lis skole og hjulpet frem af den gamle statsmand indså han klart, ad hvilken vej der fremtidig burde styres. Det blev da også ham, "den stærke mand", der stod som den ledende i det følgende tiårs reformvirksomhed. Som vicekonge i Tsjili var Yuan i nær forbindelse både med europæerne og centralregeringen i Peking. Med stor kraft og indsigt genoptog han reformpolitikken: jernbane-, vej- og telegrafanlæg fremmedes, og på enhver måde søgte han at lære sine landsmænd, at Europas teknik nødvendigvis måtte tilegnes, inden man kunde vove for alvor at sætte Europa stolen for døren. Først og fremmest forstod han også at skabe sig en hær, den første europæisk uddannede og uniformerede, Kina nogen sinde havde set. Nøje knyttet til Yuans virksomhed i Tsjili foregik Peking-regeringens fremskridtsarbejde. Både enkekejserinden og prins Tsjing, den mægtigste og kraftigste af manchu-prinserne, fulgte i vid udstrækning Yuans planer. I december 1901 indkaldtes japanske officerer for at uddanne en hær efter europæisk mønster, og på andre tekniske områder organiserede europæerne de nye indretninger. 1902—05 byggedes Peking—Hankou-banen, der forbandt Tientsin og Peking direkte med Jangtse-bækkenets rige handelsstæder, men ved de mange jernhane- og telegrafanlæg gaves koncessioner til udenlandske selskaber, under hård konkurrence mellem de ulige magter. Forholdene i Manchuriet og Korea førte imidlertid til den russisk-japanske krig og Ruslands rømning af Manchuriet. Kina søgte også udad til at føre en kraftigere politik med energisk hævdelse af sine rettigheder. Således i Tibet efter Younghusbands tog 1904. Den traktat, denne sluttede i Lhassa, nægtede Kina at anerkende; kinesiske tropper sendtes ind i Tibet, en genstridig Dalai Lama blev afsat og måtte ty til Indien. Ved en overenskomst (april 1906) indrømmede England Tibets vasalforhold til Kina, og dette godkendte den engelsk-tibetanske aftale.

### Interne reformer
Japans glimrende sejre over det mægtige Rusland æggede kineserne og styrkede reformpartiet. De åndelig vågne og dannede så, at Kina måtte følge Japans eksempel, og den nationale selvhævdelse lagde sig kraftigt for dagen. 1905 boykottedes amerikanske varer på grund af fristaternes skærpede indvandringslove, og blandt andet rejstes et almindeligt krav om, at Kina selv skulle bygge sine jernbaner og fremtidig så vidt muligt ikke give industrielle koncessioner. Selv Tse-hsi, »den store, onde dame«, gik ind på tanken om at indføre konstitutionel regeringsform. Et for Kinas forfatningshistorie grundlæggende edikt (1. september 1906) udtalte, at en folkerepræsentation var nødvendig, »fordi Kinas institutioner var forældede«; men forfatningens gennemførelse skulle først ske 1916, så snart reformer i forvaltning og finansvæsen havde givet det nødvendige grundlag. Dog skulle der efter 3 års forløb som en forberedelse til forfatningen indrettes rådgivende landdage i provinserne. Ved ediktet november 1906 afløstes det gamle kollegiesystem i centralforvaltningen af en række råd eller ministerier, 13 i alt; ligeledes ophævedes den gamle regel, at af regeringskollegiernes medlemmer måtte kun halvdelen være kinesere. Ved samme lejlighed indrettedes et eget ministerium for samfærdsel (post-, telegraf- og jernbanevæsen): men i øvrigt blev ediktet foreløbig tomme ord. Fremdeles udsendtes talrige kommissioner til Europa for at studere administration, handels- og søfartsordning, skolevæsen og så videre; blandt andet sendtes en af dem til Danmark angående ordning af telegrafvæsenet, hvori dette land toges til forbillede, mens England blev mønster for handelsvæsen og søfart, Tyskland og Belgien for jernbaneorganisation. Det værste stød for de ægte gammelkinesere blev dog den ændring af undervisningsvæsenet, Yuan Shi-kai fik sat i værk. Ediktet af 3. september 1905 tilintetgjorde med eet slag hele det gamle eksamenssystem, og forfremmelse i statens tjeneste gjordes afhængig af uddannelse ved de moderne kollegier. Der stiftedes et kejserligt universitet i Peking med europæiske og japanske professorer i sprog, naturvidenskaber og matematik, mens undervisningen i rent kinesiske emner lededes af indfødte. Ligeledes oprettedes året efter en medicinsk skole i Peking til uddannelse af indfødte læger. Tientsin fik et rent kinesisk universitet; 15 provinshovedstæder forsynedes med højskoler (kollegier); alle vegne opstod der folkeskoler, landbrugs-, krigs- og tekniske skoler, og selv højere pigeskoler oprettedes. I massevis drog unge, videlystne kinesere og fornemme manchu-sønner på studierejse til udlandet. Hjemkomne fra udlandet med hovedet fuldt af europæiske begreber om frihed og forfatning dannede de mange studerende lige som eet stort, ungkinesisk parti, besjælet af misnøje med manchu-regeringen og de gammeldags samfundsformer, og kinesernes stadig stigende indflydelse på og anvendelse i statens tjeneste gjorde det klart, at den dag snart måtte komme, hvor de selv ville tage styret.
Til de administrative forbedringer sluttede sig moralske reformer. Da de fremmede magter ikke ville opgive konsularjurisdiktionen uden gennemgribende ændringer i Kinas lovgivning, lod regeringen lave udkast til en ny straffelov, og ved edikt af 5. august 1905 forbødes straffe ved tortur, lemlæstelse eller prygl; i stedet for skulle træde bøder og tvangsarbejde. Et edikt af 21. september 1906 nemmede stærkt fabrikation og salg af opium og bød, at alle valmueplanter skulle forsvinde i løbet af 10 år med 1/10 hvert år. Dette edikt blev virkelig gennemført, og England måtte 1911 gå med til en fast årlig formindskelse i indførslen fra Indien. En international konvention, sluttet i Haag januar 1912, har yderligere forberedt den afgørende kamp mod opiumshandelen, så at Europa nu endelig er ved at bøde sin gamle uret mod Kina på et enkelt punkt. Endelig gik man til en omfattende reorganisation af hær og flåde. Også andre guvernører end Juan uddannede betydelige troppestyrker efter europæisk mønster. Samtidig ophævede et edikt af 4. oktober 1910 ulige manchu-garnisoner, og dermed var grundlaget for manchuernes vælde slået bort. Kang-ju-weis revolution måtte glippe, da den ikke havde soldater bag sig; nu var soldaterne uddannede, og ungkineserne skulle snart vise, at de forstod at bruge dem.
Under reformarbejdet fandtes stadig et reaktionært parti, manchu-aristokratiet og deltes tilhængere, men hverken hos folket eller embedsmændene fik det støtte, og hos centralregeringen fandt det intet øre. Enkekejserinden fulgte reformvejen, da hun engang var slået ind på den. Næppe med sin gode vilje lyttede hun til Yuans råd, hun selv var jo manchuer, og ved flere lejligheder lod hun sig overtale af reaktionære manchu-prinser som Tuan og Tsjing. Hun var despot af gammeldags støbning, dynastiet var hende vigtigere end rigets vel; hun manglede indsigt i statslivet og de mange nye krav, dets udvikling medførte, og hun begreb heller ikke Kinas militære svaghed over for Europa, først nøden tvang hende til at følge udviklingens lov. Denne svigtende politiske forståelse gjorde hendes politik svag, svingende og holdningsløs, udsat for prinsers og eunukkers ansvarsløse påvirkning. Hendes gode ven, overeunukken Li-1ien-jing, var i mange år hendes betroede rådgiver.
Den 14. november 1908 blev Himlens søn, kejser Kuang-hsu en "gæst i det høje", dagen efter døde også "den store, onde dame", kejserklanens sidste mandige personlighed. Dynastiets fald kunne nu kun være et tidsspørgsmål. Puyi, en 2-årig søn af Kuarag-hsus broder »soneprinsen« Tsjun, udråbtes til kejser med regeringsnavnet Hsuantung (1908—1912), og den udpegede regent, prins Tsjun, overtog statens styre. En af hans første regeringshandlinger var at hævne broderens nederlag i 1898. Juan fik straks afsked fra sit embede »på grund af svagelighed«, og det mentes almindeligvis, både blandt europæerne og kineserne selv, at alle reformer ville ophøre.

### Politisk debat om reformer
I oktober 1909 trådte de rådgivende provins-landdage for første gang sammen i overensstemmelse med forfatningsediktet fra 1906, og man var over alt enig om, at de udførte deres hverv fuldt ud forfatningsmæssigt. Året efter, 3. oktober, åbnede prinsregenten et rigsudvalg i Peking, en art forparlament på 200 medlemmer, 100 valgte af kronen 100 af provins-landdagene. Prins Pulun blev forsamlingens præsident. Ifølge septemberediktet af 1906 var Forsamlingen kun rådgivende, men søgte hurtigt at vinde myndighed til at føre en virksom kontrol med regeringen. Denne blev tvunget til i dekret af 4. november 1910 at love forfatningens indførelse i løbet af 3 år. Også på andre områder måtte regeringen vige for den offentlige mening, der bares frem af rigsudvalget. Heftig strid voldte dettes krav om, at kollegiesystemet afløstes af enkeltministre, ansvarlige over for folkerepræsentationen. Men regeringen opløste januar 1911 både forfatningskommissionen og rigsudvalget og nedsatte en ny, noget reaktionært farvet forfatningskommission. Herimod protesterede en parlamentsliga og forblev mod regeringens ønske i Peking som et politisk parti, samtidig med, at der i Peking dannedes et rigsforbund af alle liberale partier. Dette måtte regeringen finde sig i og gennemførte april 1911 den lovede Ændring af Ministerierne. Den parlamentariske bevægelse havde siden 1906 sat drøftelsen af europæiske ideer på dagsordenen i Kina. De ungkinesiske litterater oversatte Rousseau og Byron og forherligede de franske revolutionshelte, vandrede fra landsby til landsby og ophidsede folket mod manchuerne. Kang-ju-wei æredes som en politisk helgen. Litteraternes fører var Kangs gamle ven og elev, kantoneseren, Dr. Sun Yat-Sen. Efter en mislykket sammensværgelse 1895 mod guvernøren i Kanton flygtede han til England og senere til Japan, hvorfra han med sit parti, Kuo-ming-tang, virkede for manchuernes fald. Særlig i Sydkina, hvor der altid næres en vis modvilje mod styrelsen i nord, vandt de republikanske ideer sikkert fodfæste, kraftigt støttede af de altid urolige hemmelige selskaber.
For alle indviede stod det klart, at det stundede til en revolution mod manchuerne, der faktisk kun havde magtens skin tilbage. At udbruddet kom efteråret 1911, skyldtes hovedsagelig den mislykkede rishøst med deraf følgende hungersnød i Jangtse-provinserne og regeringens centraliserende jernbanepolitik. Da ediktet af 9. maj 1911 ophævede en række jernbanekoncessioner og udtalte, at staten ville overtage alle baner under bygning og for fremtiden selv anlægge banerne, rejste sig en storm af forbitrelse alle vegne, især i Sydkina, hvor der havde dannet sig talrige private jernbaneselskaber. Medvirkende årsager til det stigende misnøje var harmen over japanernes optræden i Manchuriet og russernes i det vestlige Mongoliet. Yderligere kom hertil forbitrelsen over det kun for et syns skyld ansvarlige Manchu-kabinet, agitationen for forfatningen og kravet om indkaldelse af et grundlovgivende nationalparlament.

### Xinhai-revolutionen
Oprøret begyndte i den store folkerige provins Sze-tsjuan, hvor de private jernbaneselskaber var særlig mægtige. Da guvernøren lod nogle medlemmer af provinslanddagen fængsle for agitation mod regeringen, brød gæringen ud i åben kamp. Oprøret bredte sig hurtigt under løsenet: manchuernes fordrivelse. De kinesiske regimenter i de store byer ved Jangtse angreb manchutropperne. I løbet af få dage var oprørerne herrer over Wu-tsjang, Hankou og Han-jang, mens regeringstropperne måtte trække sig nord på ind i naboprovinsen Honan (10.—12. oktober 1911). Machu-regeringen øjnede nu farens størrelse. Krigsministeren sendtes hurtigt af sted med Nordkinas bedst uddannede soldater, og regenten bekvemmede sig til at udnævne Yuan Shi-kai til vicekonge over provinserne Hu-peh og Honan. Men den "stærke mand" gjorde sig kostbar, og først 27. oktober modtog han hvervet som uindskrænket overfeltherre og kejserlig befuldmægtiget. Yuan var Kinas klogeste og kraftigste organisator, han var velset af europæerne, og han var grundig forhadt af det republikanske parti for forræderiet mod Kang-ju-wei. Men — Yuan var kineser, og hvad der var lige så afgørende: for alle andre end netop de radikale ungkinesere var han fremtidens mand, den, der havde stået bag alle det sidste tiårs reformer.
Yuan har næppe med magt villet kue oprøret for at tækkes hoffet, og på den anden side har han næppe heller straks tænkt at ville have republikken indført; en almægtig major domus-stilling ville nok have passet ham svært godt. Langsomt, men eftertrykkeligt, trængtes manchuernes indflydelse tilbage, over for hoffet erklærede han: det var for tidligt at kæmpe, han havde hverken soldater eller penge nok. Derfor ofredes hans gamle fjende fra tronskiftet, prinsregenten Tsjun, og da Sun Yat-Sen i mellemtiden havde organiseret en hel regering med ministerier med mere i Nanking og dér 29. december af den revolutionære nationalforsamling var blevet valgt til præsident for Republikken Kina, stillede Yuan det mæglingsforslag, at der skulde vælges en nationalforsamling til at møde i Peking og afgøre forfatningsspørgsmålet. Men i januar 1912 tilstillede udenrigsministeren i Nanking, Wu-ting-fang, Peking-regeringen et ultimatum med fordring om kejserens øjeblikkelige abdikation.
Det blev efterhånden Yuan klart, at der ikke var nogen vej uden om republikken. Han søgte derfor at overtale dynastiet til abdikation, og da Nanking-regeringen mærkede, at det var alvor, indgik de to regeringer overenskomst om en republik med Yuan som præsident. Kejseren skulle beholde kejsertitlen til sin død, have en pension og behandles som en udenlandsk fyrste. Ligeledes skulle manchu-dynastiet som forhen medtage den gamle anekultus. Efter nogle kortvarige forhandlinger med enkekejserinden og manchu-prinserne gik disse, tvungne af den hårde nødvendighed, ind på fordringerne, og 12. februar udstedtes det sidste højtidelige kejseredikt i den ærværdige, himmelske stil: abdikationsediktet, underskrevet af enkekejserinden. "Det var Himlens vilje at give Kina republikken. Kejseren ville derfor trække sig tilbage og tilbyde folket magten".

## Republikken Kina
Dagen efter abdikationen indførte et edikt en republikansk regering for hele Kina med Yuan som chef for den provisoriske regering. Den højtidelige ceremoni ved den provisoriske præsidents edsaflæggelse fandt derpå sted den 10. marts i udenrigsministeriets bygning. Yuan havde nået sit mål, og kronen var sat på en 50-årig udvikling, fuld af kampe, modgang og bitre skuffelser for dem, der ønskede »Kina for kineserne«. Også Yuans krav om bevarelsen af Peking som rigshovedstad opfyldtes; nationalforsamlingen i Nanking indrømmede det efter en heftig debat. I slutningen af marts nedlagde Sun Yat-Sen og hans provisoriske regering højtideligt magten for sydens nationalforsamling, og spaltningen mellem nord og syd var for denne gang lykkeligt undgået. For Sun oprettedes en vellønnet stilling som jernbaneinspektør.
For visse stormagter, især Rusland og Japan, var den fredelige revolution en stor skuffelse. Japan især havde den største lyst til at gribe ind for kejserdømmets sag. Men endnu kunde dette ikke lade sig gøre. Foreløbigt havde Yuan magten i hænde og gik meget forsigtigt til værks. Spørgsmålet var, hvorledes det store folk, der efter Yuans sigende ikke endnu var modent til en republik, ville tilpasse sig til den ny styreform. Efter Yuans edsaflæggelse udarbejdede Nanking-forsamlingen en valglov og love angående underhusets og senatets forfatningsmæssige forhold. Derpå fandt parlamentsvalget sted i løbet af efteråret, og kamrene indkaldtes til april 1913, Flertallet i parlamentet var revolutionært og påvirket af mistillid til Yuan vedtog det en forfatning, der lagde al regeringsmagt i parlamentets hånd og gjorde præsident og ministerium til dets tjenere. Yuans hverv var vanskeligt: at skabe en fast regeringsmyndighed og fylde det tømte skatkammer. Men hans valg af ministre, undtagen premierministeren, skulle billiges af begge huse, og i disse var flertallet i mod ham. Heller ikke udenlandske lån kunne sluttes uden parlamentets tilladelse. Uden selv at have nogen positiv, opbyggende politik stod Sydkinas revolutionsparti, Kuomintang, stejlt over for alt, hvad Yuan ville have sat igennem, og retfærdiggjorde derved til en vis grad den påstand, at kun en stærkt centraliseret regering og et enevældigt styre kunne frelse Kina fra finansiel ruin og opløsning. For at komme uden om vanskelighederne i parlamentet undertegnede Yuan da uden videre en låneoverenskomst med 5 af stormagterne. En del af sydpartiets ledere rejste nu et oprør, den såkaldte anden revolution, og i løbet af en uge sluttede 5—6 af Jangtse-provinserne sig til dem. Men med kraftig støtte i krigsministeren Tuan-tsji-jui kuede Yuan oprøret i løbet af et par måneder.

### Yuans korte diktatur
Da man ikke kunne enes om den endelige grundlov, vedtoges den 3. oktober 1913 loven om præsidentvalget, der overdroges begge huse i forening, og 8. oktober valgtes Yuan til republikkens første præsident. Han tog straks tøjlerne med kraftig hånd. Alle medlemmer i parlamentet af Kuomintang-partiet fjernedes, og der lovedes nyvalg, som aldrig fandt sted. Et råd nedsattes til at revidere og forbedre den foreløbige forfatning. Ministeriet blev ansvarligt over for præsidenten, ikke for parlamentet. Underhusets magt indskrænkedes. I april 1914 gennemførte han en ny forfatning, der samlede al administrativ myndighed i hans hånd, og endelig skaffede han sig de nødvendige midler ved omordning af saltskatten, et hverv, der med udmærket dygtighed udførtes af englænderen Sir Richard Dane. Dette selvherskerstyre varede til slutningen af 1915. Det var mindst af alt republikansk, men det skaffede ro i landet. Modpartiet bragtes til tavshed ved vekselvis anvendelse af magt og guld. Var spørgsmålet om Kinas fremtidige styre, republik eller monarki, blevet løst i den klassiske overleverings ånd, som en udelukkende indre politisk sag, var det sikkert lykkedes Yuan at vinde magten som kejser til almindelig tilfredshed og lykke for det kinesiske folk. Ved at herske slet mister et dynasti sin ret og afløses af et nyt, der da repræsenterer himlens vilje. Sommeren 1914 udførte Yuan den kejserlige offerhandling i Himlens Tempel og viste derved, at han som de kejserlige herskere følte sig ansvarlig over for den Almægtige. Fra alle egne af riget kom eller fremkaldtes udtalelser i samme retning. Efter den sædvanlige ceremonielle modstand gav Yuan efter og lod monarkiets gennemførelse proklamere 12. december 1915. Den højtidelige kejserkroning blev fastsat til 9. februar 1916.
Men Yuan og hans rådgivere undlod i fornødent omfang at regne med Japans stilling til spørgsmålet. I november 1914 havde Japan, med nogen engelsk bistand, erobret det tyske område i Kiautshau-bugten, som Tyskland 1898 havde forpagtet på 99 år af Kina. Dette mente nu, at lejemålet måtte ophøre, og det lejede falde tilbage til ejeren. Men Japan benyttede sig af Kinas militære afmagt og tvang ved et bydende ultimatum Kina til i maj 1915 at indgå på aftaler, der bandt det til at billige enhver tysk-japansk overenskomst om Kiautshau og de tyske rettigheder på Shantung-halvøen. Japan lovede at tilbagegive Kiautshau til Kina efter krigen, men på betingelser, der gjorde tilbagegivelsen ganske værdiløs. Samtidig tiltvang Japan sig betydelige politiske og økonomiske rettigheder i Kina, navnlig adgang til kul og jern. Heller ikke ville Japan anerkende en ny regeringsform i Kina uden at kræve nye rettigheder, som Peking ikke ville vove at afslå.
Japan ønskede ikke nogen stærk regering i et enigt Kina og advarede i oktober 1915 sammen med England og Rusland den kinesiske regering »venskabeligt« mod de alvorlige farer for indre uroligheder, som regeringsændringen kunne føre med sig. Da monarkiets genindførelse alligevel proklameredes, udbrød der straks med rigelig japansk støtte et oprør i Yunnan. Bevægelsen bredte sig hurtigt til en række provinser, selv Yuans højre hånd, Feng Guozhang, Øverstkommanderende i Nanking, svigtede ham, og den 22. januar 1916 erklæredes monarkiets genoprettelse udsat på ubestemt tid. Dermed havde Yuan "tabt ansigt" og gjort sin stilling umulig. I april overdrog han al civil myndighed til ministeriet med general Tuan-chi-tuei som leder, der lovede at genindføre parlamentarisk styre. Sådanne indrømmelser kunne kun styrke modstanderne; Kuomintang-partiets ledere erklærede vicepræsidenten Li-juan-hung for præsident og indrettede sig som foreløbig regering i Kanton. Den gamle splittelse mellem Syd- og Nord-Kina var atter åbenlys, da Yuan blev syg og døde 5. juni 1916.

### Opløsningens vej
Ved Yuans død fik sydpartiet foreløbig overvægten. Li-juan-hung blev præsident, men var ganske ude af stand til at tage arven op efter sin forgænger. Yuans faste styre afløstes af en række egenrådige provinsguvernørers indbyrdes stridigheder, mens centralregeringen blev mere og mere afmægtig. Striden om en endelig grundlov udbrød igen, navnlig arbejdede de radikale på at gøre parlamentet almægtigt og den udøvende magt svag. Under dette tovtrækkeri mellem regeringen og Kuomintang-partiets lovmagere udbrød den tyske uindskrænkede ubådskrig (februar 1917), som USA opfordrede Kina til at besvare med afbrydelse af den diplomatiske forbindelse. Trods præsidentens modstand gennemførte premierministeren, Tuan-tsji-jui, bruddet med Tyskland den 14. marts, og samme dag beslaglagde Kina de tyske skibe i Shanghai og andre havne, i alt ca. 50.000 t. Imidlertid udbrød heftige indbyrdes stridigheder mellem præsident, regering, parlament, syd-og nordparti. Præsidenten afsatte Tuan og kaldte en af nord-generalerne, Tsjang-Hsun til hjælp, men denne opløste parlamentet og satte den tidligere barnekejser, Hsuan-Tung, på tronen igen (juli 1917). Dette eventyr varede dog kun få dage, præsidenten flygtede til det japanske gesandtskab og nedlagde sit hverv, Tuan blev atter premierminister, og vicepræsidenten i Nanking, general Feng Guozhang, blev præsident. Sun Yat-Sen og Kuomintang-mændene i syd måtte trods flammende opråb finde sig i det uundgåelige, navnlig da foreløbig den japansk støtte til dem udeblev.
Så snart den indre strid var overstået, erklæredes krigen mod Tyskland den 12. august 1917. Årsagerne til Kinas deltagelse i 1. verdenskrig var både indre og ydre. USA's eksempel spillede en meget stor rolle, men endnu mere afgørende var betragtningen, at som krigsdeltager kunde Kina deltage i fredskonferencen og derved få en stemme med i debatten om Kiautshaus fremtid. Endvidere var det for Kina som for andre neutrale en god forretning at gå i krig mod Tyskland. Erstatningen til Tyskland for bokserurolighederne faldt bort, og de allierede opgav deres andele for 5 år; allerede tidligere havde USA opgivet deres. Endvidere kunne tyske skibe og ejendom beslaglægges. Fra de allierede modtoges øjeblikkelig et lån på 10 mio. yen. Kinas deltagelse i krigen blev selvfølgelig kun indirekte. I massevis anvendtes kinesere til krigsarbejde bag fronten, og britiske handelsskibe bemandedes med tusinder af kinesiske sømænd. Krigsdeltagelsen hindrede dog ikke fortsættelsen af den politiske partistrid mellem nord og syd. For folkets store masse var disse partikampe ret uvæsentlige, og uanfægtet deraf levede Kinas millioner deres sædvanlige, arbejdsomme liv. Dertil bidrog også provinsernes vidtgående selvstændighed, der bevirkede, at de egentlige uroligheder oftest indskrænkedes til en enkelt provins ad gangen. I virkeligheden hvilte modsætningen mellem nord og syd heller ikke på Ønsket om en deling af Kina men snarere på det i al politik sædvanlige personlige magtstræb. Navnlig i sommeren 1918 syntes faren for en deling atter at være overhængende.
Efter 1. verdenskrigs ophør stod Kina mindre våbenløst over for Japan, der af hensyn til de andre magter måtte lægge bånd på sin lyst til at være formynder. Tuan havde i juli ladet vælge et nyt parlament, der naturligvis var ham følgagtigt; men det erklæredes straks ulovligt af det gamle, som fortsatte sine møder i Kanton. Efterhånden vandt den mere forsonlige retning inden for nordpartiet overtaget, blandt andet støttet af den nye præsident Hsu-sji-Tsjang, der tiltrådte sit embede i oktober 1918. Også de allierede magter tilskyndede Peking-regeringen til at forhandle med syden. Der kom da en art fredskonference i stand i Shanghai i februar 1919, og selv om den ikke kom til noget resultat, undlod man dog at genoptage borgerkrigen. I øvrigt forblev forholdene som hidtil, hver provinsregering handlede på egen hånd med liden eller ingen hensyntagen til Peking.
Imidlertid var fredskonferencen åbnet i Paris, hvor Kina straks forelagde Shantung-spørgsmålet. Støttet til hemmelige aftaler fra begyndelsen af 1917 med de allierede hovedmagter og en Kina den 24. september 1918 aftvunget overenskomst krævede Japan at indtræde i Tysklands rettigheder. USA var på Kinas side, men præsident Woodrow Wilson formåede ikke at hindre uretfærdigheden, så at Versaillesfreden af 28. juni 1919 blankt opfyldte alle Japans krav. Offentliggørelsen af traktatudkastet rejste en storm af harme over hele Kina, og de kinesiske befuldmægtigede nægtede at underskrive fredstraktaten. I stedet indledtes en langvarig boykot af de japanske foretagender, og i begyndelsen af august vedtog Peking-parlamentet en lov om, at krigstilstanden mellem Kina og Tyskland var ophørt. Januar 1920 tilbød Japan at forhandle om Shantung-spørgsmålet, men stemningen i Kina syntes at foretrække en henskyden af sagen til Folkeforbundet eller til en konference mellem magterne, hvor man ville have fordelen af de USA's støtte.
Med Tyskland sluttedes en fredstraktat af 20. maj 1920, hvorved Tyskland opgav sine konsulers domsmyndighed, og tyske ejendomme beslaglagte i Kina skulle tilbagegives de tidligere ejere, mod at Tyskland betalte deres halve værdi med 4 mio. sølvdollars og resten i kinesiske jernbaneobligationer.
På Washington-konferencen blev der i 1922 truffet aftaler om bevarelsen af militær og geografisk status quo ved Stillehavet, om den åbne dørs politik i Kina med mere. Også Shantung-spørgsmålet afgjordes ved en traktat af 4. februar 1922 mellem Kina og Japan, der tilsyneladende indvilligede i en art overdragelse af Kiautshau til Kina, dog med vigtige forbehold og betingelser, der kunne gøre overdragelsen illusorisk.

## Det borgerkrigshærgede Kina
Efter fordrivelsen af Zhang Zuo-lin fra Peking i april 1922 og opløsningen af Sun Yat-sens regering i Kanton i juni 1922 var Wu Pei-fu i nogen tid situationens herre, men han viste sig, lige som præsidenten Li Yuan-hung, ubeslutsom i politik og mistede snart den vundne tillid. Anarkiet og opløsningen fortsatte, centralregeringens autoritet forsvandt, og Peking-regeringens udenrigsminister Wellington Koo kunne på grund af den almindelige indre forvirring ikke skaffe Kina de fordele, Washington-konferencen burde have givet. Dog gennemførtes Washington-traktaten med Japan om generhvervelsen af Shantung-halvøen, som de japanske tropper forlod i december 1922. I juni 1923 afløstes Li som præsident af Tsao-kun, der dog heller ingen større indflydelse fik. I august 1923 ankom den Russiske Føderative Sovjetrepubliks (Russiske SFSR) ekspert i asiatisk politik, armenieren Lev Karakhan til Peking som gesandt. Han søgte straks forbindelse med Kinas revolutionære elementer, navnlig den studerende ungdom, og søgte forbundsfæller til kampen mod de vesteuropæiske stormagter. Allerede et halvt år efter afsluttede Peking-regeringen en traktat med Sovjetunionen og anerkendte dette de jure i maj 1924. Sovjetunionens vigtigste forbundsfælle i Kina blev dog Sun Yat-sens revolutionære regering i Kanton, der nu efter nogen tids hensygnen vågnede op til nyt liv. Sun selv døde dog kort efter, i marts 1925, til det sidste hyldet af talrige begejstrede tilhængere, og efter sin død dyrket som en art leninismens apostel. Men hans parti, Kuomintang, blev ved hans død mere handlekraftigt, mere realistisk og mindre virkelighedsfjernt end før.
Imidlertid fortsatte provinsgeneralerne deres indre stridigheder med megen dramatisk effekt. I slutningen af 1924 fik general Wu i Peking en ny forbundsfælle mod Chiang i den såkaldte »kristne General« Feng Yuxiang, guvernør i Shansi. Men pludselig gik Feng i forbund med Chiang, fordrev Wu og afsatte præsidenten Tsao-kun i oktober 1924, hvorefter de installerede en ny regering i Peking med den gamle marskal Tuan Tsji-jui som chef fra november 1924 til april 1926. Zhang trak sig imidlertid tilbage til sine manchuriske provinser, og i hele 1925 havde Feng ledelsen af centralregeringen i Peking. Han samarbejdede intimt med Karachan og optrådte ved flere lejligheder yderst radikalt, blandt andet fordrev han ekskejseren Hsuan Tung fra de kejserlige paladser i Peking.
Samtidig med denne sovjetvenlige og Europa-fjendtlige, navnlig antiengelske, politik opvoksede en fremmedfjendtlig bevægelse af lignende art som den, der i slutningen af 19. århundrede gik forud for Bokseroprøret. På dette punkt var nord og syd enige nok, og følgen blev forskellige angreb på de internationale settlements i flere byer. Vinteren 1925—26 skiftedes på ny kulisser i den indbyrdes kondottiere-kamp. Wu sluttede sig nu til Zhang Zuo-lin, og efter forskellig kæmpen frem og tilbage fordrev de Feng og Tuan fra Peking i april 1926, borteliminerede den sovjetiske indflydelse og udmanøvrerede Karachan helt i Nordkina. Zhang var der efter indtil efteråret 1926 den egentlige hersker i Nordkina, deri indbefattet Manchuriet, og besad en magtstilling, som ingen politisk leder i Kina siden Yuan Shi-kais dage. Imidlertid optrådte Kuomingtang-partiets regering i Kanton på ny med stor kraft, delvis støttet ved forbindelsen med Sovjetunionen, der sendte Borodin som særlig gesandt til Kanton. Denne forbindelse var ikke blot af politisk og agitatorisk art, men gav sig tillige udslag i teknisk bistand og forsyning med krigsmateriel.
I september 1926 indlededes fra Kanton en stor, virkningsfuld offensiv under kommando af den unge dygtige general Chiang Kai-shek. På mindre end 2 måneder underlagde han sig hele Kina syd for Yangtze-floden, og ved årsskiftet besatte han også den store industri- og handelsby Hankow med omliggende byer. Hankow blev der efter den sydkinesiske regerings hovedstad. — Kanton-, nu Hankow-regeringen var åbent fremmedfjendtlig, ikke mindst antiengelsk, og proklamerede ophævelsen af de gamle for Kina så ufordelagtige traktater fra de vesteuropæiske voldskriges tid. Navnlig England så sig nødsaget til at sende betydelige troppestyrker til Kina for at beskytte sine interesser og de europæiske settlements. Den kraft og energi, hvormed Kanton-regeringen syntes at ville tage styret i størstedelen af Kina, åbnede hurtigt øjnene på de europæiske magter for, at den gamle traktatpolitik, der i over 80 år havde holdt Kina i en umyndighedstilstand, både hvad toldpolitik og jurisdiktion over fremmede angik, nu var forældet. Den 22. december 1926 lod den britiske regering sin gesandt i Peking tilstille de øvrige ledende magters gesandter et memorandum, hvori England erklærede sig rede til at indgå nye traktater på grundlag af fuld ligestillethed med Kinas kommende statsmagt, det vil sige at Europa opgav fordringen om at kræve europæiske statsborgeres privilegerede stilling i Kina opretholdt. Trods denne strømkæntring vedblev dog den spændte, fremmedfjendtlige situation. I januar 1927 så englænderne sig nødsaget til at rømme koncessionen i Hankow og sendte der efter store styrker til Shanghai, hvor Vesteuropas økonomiske virksomhed for en stor del var koncentreret. I marts 1927 nåede Kanton-regeringens armeer Shanghai uden dog at angribe den europæiske bydel. Samtidig erobredes Nanking således, at hele Syd- og Mellemkina nu var i sydregeringens magt.
I løbet af 1927 indtraf en voldsom reaktion mod den sovjetiske indflydelse i Kina. Zhang Zuo-lin lod i Peking foretage en razzia i den russiske ambassade, og flere der fundne kommunistledere henrettedes. I Sydkina erklærede Chiang Kai-shek sig også imod kommunismen og lod foretage lignende razziaer i Kanton og Shanghai. Kun Hankow-regeringen bevarede sine kommunistiske og russiske sympatier under indflydelse af Borodin. Hankow-regeringen brød derpå med Zhang og indforskrev fra Vestkina den »kristne General« Feng til øverstkommanderende, men dens magtområde var dog begrænset til Hankow og nærmeste omegn.
Som modvægt mod den kommunistiske nationalistregering i Hankow søgte Zhang ved hjælp af den moderate fløj af Kuomintang at organisere en egen regering i Nanking, men det viste sig umuligt for ham på een gang at bekæmpe Peking- og Hankow-regeringerne. Han måtte derfor nedlægge magten i august 1927 og en tid trække sig tilbage til privatlivet. Samtidig trak også Hankow-regeringens Leder Wang Jing-wei sig tilbage, og kommunisterne med Borodin i spidsen fjernedes således, at Nanking-regeringen blev den eneste anerkendte med Tan Yen-kai og mænd af begge fraktioner som ledere. Utilfredse hermed foretog kommunisterne hen på efteråret et voldsomt statskupforsøg i Kanton, men forsøget mislykkedes, anstifteren Wang måtte flygte, og den stærke mand, Chiang Kai-shek vendte tilbage som nationalisternes generalissimus. Kommunistoprørets voldsomhed fremkaldte en stærk reaktion mod al kommunisme, og Sovjets indflydelse på Kinas nationale bevægelse var foreløbig brudt.
Efter 12 års uafbrudt borgerkrig lykkedes det nu endelig at konsolidere Kinas politiske ledelse omkring Nanking-regeringen og dennes gennemførelse af Sun Yat-sens gamle program for Kinas styre i modificeret form. I Løbet af vinteren 1927—1928 enedes fem af de ledende generaler i Syd- og Vestkina, Chiang og Feng, Jen Hsi-sjan i provinsen Sjensi, Pei i Hankow og Li i Kanton, om samarbejde både indbyrdes og med Nanking, idet Chiang dog vedblev at være nationalistregeringens generalissimus. I begyndelsen af foråret 1928 indlededes et fælles felttog mod Manchugeneralen Zhang Zuo-lin. Tre af de ledende generaler gik imod Peking, hvorpå Zhang rømmede Kinas gamle hovedstad med en højtidelig proklamation og vendte tilbage til Mukden, hvor han dræbtes ved et bombeattentat. Få dage efter, den 6. juni, besatte general Jens tropper Peking. Med sejren over Nordkina var Kinas enhed atter fuldbyrdet, og Sydkinas hvide nationalistfane vajede over de 18 provinser inden for Den Kinesiske Mur. Kuomintang-partiets ledende ideer havde sejret trods alle vanskeligheder.
Efter sejren samledes generalerne i Peking for at enes om en ordning for fremtiden, deriblandt demobilisering af de mange tropper og genindførelsen af civilt styre. Det besluttedes straks, at Nanking skulle vedblive at være det samlede Kinas hovedstad, lige som i det 13. århundrede. Allerede den 15. juni tilstillede Nanking-regeringen de europæiske magter et manifest, hvori den erklærede Kinas enhed for fuldbyrdet og krævede revision af de gamle, uretfærdige traktater på basis af fuld ligestillethed, det vil sige ophævelse af den europæiske konsularjurisdiktion og fuld selvstændighed på toldvæsenets område. I overensstemmelse hermed opsagdes traktaterne med Italien, Danmark, Japan, Belgien, Spanien og Frankrig, for at en revision kunde finde sted. Ved et møde i begyndelsen af august i Kuomintang-partiets eksekutivråd fastlagdes linjerne for den politiske magtfordeling, og den 4. oktober 1928 udstedtes Kinas nye forfatning, der i alle hovedpunkter hvilede på Sun Yat-sens 3 grundregler om folket (Min) og dets rettigheder og hans 5-deling af den politiske myndighed. I indledningen til forfatningsloven erklærede Kuomintang i kraft af den historiske udvikling både at have overtaget den nationale regering som formynder for folket, indtil dette gradvis lærer selv at udøve sine politiske rettigheder, og der efter at have udstedt forfatningen. Ifølge denne, der både hviler på moderne ideer fra Europa og ældgammel kinesisk statspraksis og statsfilosofi, udøvede den nationale regering (Kuo-ming-sjen-fu) den øverste statsmyndighed, dens hovedfaktorer var: præsident, statsråd og de 5 statsmagistraturer (juan), der ledes af præsidenter, valgte af og blandt statsrådets 15 medlemmer, og som alle var i besiddelse af lovforslagsret. Statens magtbeføjelse fordeltes mellem 5 organer eller magistraturer:
1. Den udøvende magistrat (Hsing-sjen-juan), øverste administrative myndighed, delt i 10 ministerier;
2. Den lovgivende magistrat (Li-fa-juan), afgjorde love, finanslov, amnesti, krigserklæring, traktater, højere embedsmænds udnævnelse og afsked, alt under sanktion af nationalregeringen;
3. Den dømmende magistrat (Ssi-fa-juan);
4. Den eksaminerende magistrat (Kao-szi-juan), øverste autoritet i uddannelse af og kontrol med statens embedsmænd (svarede til det kejserlige Kinas eksamensvæsen);
5. Den kontrollerende magistrat (Tien-tsja-juan), overvågede alle statsmyndigheders lovlige fremfærd, derunder statsregnskabet (svarede til det gamle Kinas censorer).

Efter forfatningens ikrafttræden fordeltes magtstillingerne mellem de ledende mænd på følgende måde: Chiang Kai-shek præsident, T’an-jen-kai præsident for den udøvende magistrat (ministerierne), general Jen Hsi-sjan indenrigsminister, general Feng-ju-hsiang krigsminister, og, som præsident for den lovgivende magistrat, Sun Yat-sens gamle ven og medarbejder Hu Han-ming. Skønt Kinas nye forfatning dermed var sat i værk, opgav Kuomintang-partiet dog ikke sin magt, men erklærede samtidig i et politisk manifest, at partiets eksekutive centralråd i forbindelse med et politisk centralråd vedblev at have øverste ledelse af og kontrol med statsrådet i ordningen af betydningsfulde nationale anliggender.
Efter de mange års borgerkrig og som følge af befolkningens lede ved de evindelig kæmpende generalers misregimente syntes der at være chancer for, at »Midtens Rige« igen ville vende tilbage til de gennem århundreder tilvante fredelige sysler, der passede bedst for det højt kultiverede, lidet krigeriske kinesiske folk. Et stort fremskridt var blevet gjort med opnåelsen af ligestillethed i traktatforholdet til udlandet. I en række traktater med europæiske og andre stater havde Kina nu fået fuld rådighed over sine toldsatser og tilsagn om ophævelse af fremmede staters domsmyndighed over egne undersåtter i Kina, når den dertil nødvendige lovgivning var blevet gennemført, dog tidligst 1. januar 1930. Med Danmark sluttedes en sådan traktat den 12. december 1928.
Nanking-regeringens magt var endnu ikke stærk nok over for de selvrådige, lokale magthavere, og afvæbning og demobilisering af de mange soldater var vanskelig at gennemføre. Også afskedigelsen af de mange generaler, eller rettere røverhøvdinger, gik trægt: Tusjunerne, som de kaldtes, så nødig militærvæsenet koncentreret under Chiang Kai-sheks stærke ledelse. Endnu i foråret 1929 måtte regeringen i regulær krig bekæmpe nogle oprørske generaler i Kwangsi-provinsen omkring Kanton, og Feng Yuxiang, den kristne general, brød på ny sine aftaler og samlede tropper i Honan-provinsen for at styrte Nanking-regeringen. Bag disse oprørsforsøg stod atter det russiske sovjetstyre, der søgte at genvinde sin tabte indflydelse. Det samlede Kina havde endnu mange vanskeligheder at overvinde.

## Japanske lydstater
Det viste sig hurtigt, at borgerkrigen varede ved: først måtte Chiang Kai-shek afværge et kupforsøg mod sit regime anført af Feng Yü-hsiang, Yen Hsi-shan og Wang Jing-wei (1929-1930), dernæst i 1931 oprettede kommunisterne under Mao Tse-tung Den kinesiske sovjetrepublik i Jiangxi, og da Chiang besluttede at bekæmpe denne kommunistrede, lykkedes det kommunisterne at slippe ud og på den lange march til Shaanxi, hvor kommunisterne oprettede en ny magtbase.
Nu indledte imidlertid Japan en offensiv på det kommunistiske fastland med henblik på at få strategiske forsyningsområder langt under sin kontrol. Først skete det i den formelle kinesiske provins Manchuriet, der i 1932 blev udråbt til den selvstændige stat Manchukuo og med den sidste overlevende af det kinesiske kejserdynasti, Pu Yi, som statsoverhoved. I 1936 oprettedes den mongolske stat Mengjiang i Indre Mongoliet med mongolsk leder. I 1940 kunne Japan indsætte Wang Jing-wei som kinesisk leder af en nationalistisk regering i Nanking for de af japanerne kontrollerede områder Jiangsu, Shandong, Hebei, Shanxi, Chahar. Hvor Japan således i hvert enkelt tilfælde støttede nationalistiske frihedsrørelser, førte såvel Chiang Kai-sheks som Maos hære (delvist i samarbejde) en forbitret kamp mod både japanerne og deres allierede frihedsrørelser. I forbindelse med 2. verdenskrig fik Sovjetunionen indflydelse i det nordlige Kina, hvor de støttede Mao i Yunan og sikrede ham magten over de nordvestlige dele af landet, mens Chang Kai-shek, der måtte fortrække til Chongqing, var trængt. Da krigen sluttede, var Sovjetunionen trængt ind over Manchukuos grænser og fik kontrollen her.

## Efter 2. verdenskrig
Da Japan kapitulerede som afslutning på 2. verdenskrig, fik dette også betydning i Kina. Ved kapitulationen havde kommunisterne stort set hele kontrollen i de nordlige egne, den nationale regering i Nanking under Kuomintang i de sydlige egne. I henhold til våbenhvilen med Japan skulle soldaterne nedlægge våbnene for de kinesiske tropper, de stod over for. Da disse mange steder var kommunister, fik kinesiske kommunister derved store mængder våben og ammunition i hænde. Skønt nationalistregeringen i Nanking indså faren herved og derfor snart genoptog borgerkrigen, var skaden allerede sket. Et amerikansk mæglingsforsøg ved general Marshall fik midlertidigt stoppet krigen men ikke modsætningerne, og Marshall måtte til sidst opgive og rejse hjem. Nu lod sovjetunionen kommunisterne få fri adgang til det af dem besatte Manchuriet og frem for alt havnen i Dairen. Derved blev nationalistregeringens styrker i Mukden isolerede og hele området kom derved under kommunisternes kontrol.
Samtidig voksede oppositionen internt i Koumintang mod Chang Kai-shek personligt og hans nærmeste rådgivere på partiets højre fløj. Det blev stadig mere åbenbart, at partiet og regeringen blev ledet autoritært og præget af korruption. I denne situation valgte generalerne rundt om i Kina at drive politik på egen hånd: den ene efter den anden gav sig over til kommunisterne uden kamp, hvorved yderligere store mængder af amerikanske våben og anden udrustning kom i disses hænder. Dette bevirkede atter, at den amerikanske præsident Harry S. Truman stoppede den militære støtte til Kuomintang, når der alligevel var udsigt til, at denne ville ende i kommunisternes hænder.
Den 28. februar 1947 begyndte demonstrationer mod regeringen ; 28.000 kan være blevet dræbt.
I januar 1949 stod kommunisterne som eneherskende nord for Yangtze-floden, Chiang Kai-shek måtte træde tilbage, og den rest-regering, der sad tilbage i Nanking, erklærede sig rede til at godkende en fredsaftale på de af kommunisterne udstukne vilkår. Den 1. oktober 1949 kunne Mao Zedong udråbe Folkerepublikken Kina.
Imidlertid fastholdt verdenssamfundet længe, at Koumintang var den eneste lovlige repræsentant for Kina. Først i 1971 godkendtes, at Folkerepublikken Kina kunne repræsentere Kina i de Forenede Nationer.